# Борнвірд
Борнвірд (нід. Bornwird, фриз. Boarnwert) — село в нідерландській провінції Фрисландія. Входить до муніципалітету Північно-Східна Фрисландія.
Його площа становить 4,32км², а населення станом на 2021 рік складало 120 осіб.
Перша згадка про населений пункт датується 944 роком.